# Коронель-Овьедо
Короне́ль-Овье́до (исп. Coronel Oviedo) — город на юге Парагвая. Административный центр департамента Каагуасу. Население 52,4 тыс. (2006, оценка).

## Топоним
Изначально назывался Нуэстра-Сеньора-дель-Росарио-де-Ахос исп. Nuestra Señora del Rosario de Ajos, либо просто Ахос, в честь «Богоматери из чесночного розария» из-за того, что чеснок в то время был одним из основных товаров, которыми славились эти места.

## География
Расположен восточнее Асунсьона — столицы Парагвая.

## История
Основан в 1758 году.

## Известные уроженцы, жители
Серафина Давалос Альфонс (исп. Serafina Dávalos Alfonze, 9 сентября 1877, Коронель-Овьедо — 27 сентября 1957) — первая женщина-юрист в Парагвае и первая известная феминистка страны

## Инфраструктура
Основа экономики — сельское хозяйство .
Сельское хозяйство (выращивают апельсины, табак, сахарный тростник), лесная, бумажная промышленность, животноводство.

## Достопримечательности
Католический собор.

## Транспорт
Важный транспортный узел на трассе Асунсьон — Сьюдад-дель-Эсте.